# Agogó

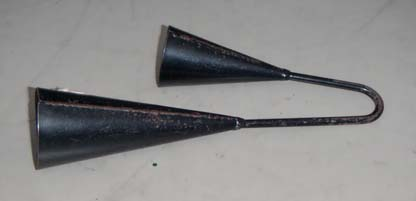
Un agogó Negre

Un agogó és un instrument de percussió, idiòfon, originari de la Candomblé, una regió del Brasil, encara que s'ha anat expandint per altres regions del món.
El nom deriva del mot akoko que significa rellotge, ja que fa un soroll que recorda al d'un rellotge. Es forma a partir de dos o més cons units per la base.